# Tewita
La tewita és un mineral de la classe dels òxids. Rep el nom per la seva composició, basada en tel·luri (Te) i tungstè (W).

## Característiques
La tewita és un òxid de fórmula química (K1.5◻0.5)(Te1.25W0.25◻0.5)W₅O19. Va ser aprovada com a espècie vàlida per l'Associació Mineralògica Internacional l'any 2014, sent publicada per primera vegada el 2019. Cristal·litza en el sistema ortoròmbic. La seva duresa a l'escala de Mohs es troba entre 3,5 i 4.
L'exemplar que va servir per a determinar l'espècie, el que es coneix com a material tipus, es troba conservat a les col·leccions del laboratori d'estructura cristal·lina de l'institut de recerca científica de la Universitat de Geociències de la Xina, a Beijing, amb el número de catàleg: ny-1w.

## Formació i jaciments
Va ser descoberta a la localitat xinesa de Nanyang, situada al comtat de Huaping (Lijiang, Yunnan), on es troba en forma de cristalls aplanats amb una mida inferior al mil·límetre. Aquesta localitat és l'únic indret de tot el planeta on ha estat descrita aquesta espècie mineral.